# Eliseo Azuero
Alexis Eliseo Azuero Rodas es un político ecuatoriano que ocupó la prefectura de Sucumbíos entre 1992 y 1998.

## Trayectoria pública
Inició su vida política como diputado nacional en representación de la provincia de Sucumbíos, cargo al que fue elegido en las elecciones legislativas de 1990 por el partido Democracia Popular.
En las elecciones seccionales de 1992 fue elegido prefecto provincial de Sucumbíos por el mismo partido, siendo reelecto para un segundo periodo en 1996.
En 1998 renunció a la prefectura para participar en las elecciones legislativas del mismo año. En las mismas resultó elegido.
Luego de la caída del presidente Jamil Mahuad se separó del partido Democracia Popular.
Para las elecciones seccionales de 2004 se unió al Partido Renovador Institucional Acción Nacional (PRIAN) y participó como candidato a la prefectura de Sucumbíos, pero quedó en tercer lugar.
En las elecciones legislativas de 2006 fue elegido para un nuevo periodo como diputado nacional en representación de Sucumbíos por el PRIAN. Sin embargo, fue destituido de su cargo por el Tribunal Supremo Electoral durante la Crisis Legislativa causada por el pedido de aprobación de consulta popular del presidente Rafael Correa para la instauración de la Asamblea Constituyente de 2007.
Para las elecciones seccionales de 2009 intentó infructuosamente ser elegido alcalde de Nueva Loja.
En las elecciones legislativas de 2017 resultó elegido como asambleísta de la Izquierda Democrática, integrándose en la Bancada de Integración Nacional, pero pronto se distanció de este partido, aunque no se separó de la bancada hasta el segundo bienio, donde se unió al Bloque de Acción Democrática Independiente.

## Controversias
A finales de 2002 fue acusado de ser el autor intelectual de un atentado fallido contra el entonces prefecto de Sucumbíos, Luis Bermeo. El hecho ocurrió cuando un grupo de sicarios arrojó una granada dentro del vehículo en que Bermeo se movilizaba, pero el explosivo no detonó. Una vez en la cárcel los implicados aseveraron que Azuero los había contratado para asesinar al prefecto por $90.000 dólares. La jueza que llevaba el caso declaró a Azuero inocente al afirmar que el caso ya estaba cerrado al haberse condenado a los sicarios antes de la revelación. El hecho fue duramente criticado por el abogado de Bermeo.
El 17 de julio de 2020 la fiscal general del Estado, Diana Salazar Méndez, solicitó prisión preventiva en contra de Azuero por presunta delincuencia organizada. De acuerdo a la denuncia, Azuero habría estado implicado en actos de corrupción en el proceso de contratación para la construcción de un hospital en la ciudad de Pedernales, en la cual también está implicado el exasambleísta de Alianza País, Daniel Mendoza. El 8 de septiembre de 2020, Azuero presenta su renuncia a su curul de asambleísta, en medio de las investigaciones en su contra por parte de la Comisión Multipartidista de la Asamblea que tramitaba su censura y destitución por el caso Hospital de Pedernales.